# Museo de la Miel de Murguía (Álava)
El Museo de la Miel se encuentra situado en pleno casco urbano de Murguía, en la Cuadrilla de Gorbeialdea (Álava, España). Tiene su sede en la casa denominada Oregui y está dedicado a la apicultura. 

## Historia
El museo arrancó su actividad en el año 2001, con una exposición de instrumentos y materiales que suelen emplearse tradicionalmente en la gestión de las colmenas y en la elaboración de la miel y sus derivados. Complementan su actividad con experiencias en torno a la miel realizadas por las personas productoras, pudiéndose ver dónde y cómo se produce la miel, elaborada en la zona del Gorbeia.

## Sede
Casa Oregi: Calle Domingo de Sautu, 20, 01130 Murgia, Araba 

## Administración
El Museo de la Miel abre en distintos horarios según la época del año. La entrada es gratuita salvo las visitas guiadas que se deberán reservar previamente con el museo.